# Catedral de Nostra Senyora dels Socors
La Catedral de Nostra Senyora dels Socors, coneguda popularment com a Catedral de Motherwell, (en anglès: The Cathedral Church of Our Lady of Good Aid o Motherwell Cathedral) és una catedral catòlica romana situada a Motherwell, North Lanarkshire, Escòcia. És la seu del bisbe de Motherwell, i església mare de la diòcesi de Motherwell.

## Història
L'església de la nostra Mare de Déu del Bon ajut, Motherwell es va inaugurar el dilluns 9 de desembre de 1900. L'any 1948, l'església va ser elevada a l'estatus de la catedral després de la nova diòcesi de Motherwell que es va erigir com a sufragan per la constitució apostòlica Maxime. El Directori catòlic escocès de 1901 inclou a la llista d'esdeveniments per a l'any 1899-1900 la "Obertura de l'església de La nostra Senyora de la Bona Auxília, Motherwell" el dilluns 9 de desembre de 1900, la festa de la Immaculada Concepció es va transferir des del diumenge. Inclou una descripció de les dimensions de l'església i les principals característiques arquitectòniques.

## Música
L'orgue de la catedral de Motherwell va ser renovat el 2008 i destaca per la seva grandària. Es va modificar electrònicament amb una nova consola instal·lada. Amb quatre manuals és l'òrgan més gran de qualsevol església catòlica romana a l'oest d'Escòcia. L'organista de la catedral és John Pitcathely, que va tocar l'òrgan en les dues visites papals a Escòcia. El Corazón Diocesà de Motherwell canta a molts dels serveis més importants de la catedral i també canta a les 17.30 hores la vigília de missa els dissabtes. El Corazón Diocesà de Motherwell, que és diferent del Cor de la Catedral, està dirigit per John Pitcathely.

## Arquitectura
La catedral va ser dissenyada en estil gòtic per les famoses arquitectes Pugin i Pugin i s'assembla a moltes esglésies catòliques dissenyades per ells a Escòcia, Anglaterra i Irlanda. L'església original tenia un altar major i dos altars laterals. No obstant això, aquestes i bona part de la decoració ornamentada es van perdre en la reordenació del santuari el 1984 d'acord amb les reformes del Concili Vaticà II.

## Serveis
Dissabte vigília 17.30 h
Diumenge 10.30 a.m., 18.30 h
De dilluns a dissabte a les 10:00 h

## Clergat

### Llista de bisbes
- Bisbe James Gilmour 1875-1877
- Bisbe James Glancey D.D. 1877-1888
- Bisbe John Canon Taylor 1888-1917
- Bisbe Thomas Cànon Currie 1917-1935
- Bisbe Bartolomé Atkinson 1935-1946 Bisbe Denis Flynn 1947-1956
- Bisbe Denis Flynn 1947-1956
- Bisbe Gerard M. Rogers 1956-1960
- Bisbe John Conroy 1960-1981
- Bisbe Noel Canon Carey 1981-2011
- Bisbe Thomas Cànon Millar V.G. 2011-2017
- Bisbe Gerard Chromy V.G 2017-present

El sacerdot de la catedral també és sacerdot parroquial de Motherwell de Sant Lluc, ja que les parròquies es troben fusionades.